# Udet Flugzeugbau
La Udet Flugzeugbau GmbH fu un'azienda di progettazione e produzione aeronautica fondata nel 1921 da Ernst Udet, famoso asso dell'aviazione tedesco della prima guerra mondiale.

## Storia
Udet desiderava che la sua azienda progettasse aerei civili da turismo, di piccole dimensioni. Sotto la sua supervisione, furono prodotti i modelli Udet U 2 ed U 4. Nel 1924 sorsero contrasti fra Udet e i soci, pertanto Udet lasciò la Compagnia poco prima che volasse l'U 12, unico aereo di successo dell'azienda.
La Udet Flugzeugbau GmbH fallì nel 1928 e fu assorbita dalla Bayerische Flugzeugwerke AG (BFW)  dove lavorò Willy Messerschmitt prima che ne diventasse proprietario e le desse il proprio nome.